# Джикия, Сергей Семёнович
Сергей Семёнович (Симонович) Джикия, (груз. სერგი ჯიქია, 20 октября 1898, Оногиа, Самегрело — Земо-Сванети — 6 декабря 1993) — советский и грузинский учёный, филолог, академик АН Грузинской ССР (1969), один из основоположников современной грузинской тюркологии.

## Биография
Выпускник филологического факультета Тбилисского университета, с 1945 по 1953 год был первым деканом факультета востоковедения.
Доктор филологических наук

## Печатные труды
- Серги Джикия. Нодар Шенгелиа. «Большая книга Тбилисского вилайета 1728 года».[4]

## Биобиблиография
Сергей Джикия